# Kostnica sv. Mihaela, Trebelno
Kostnica sv. Mihaela na Trebelnem (Dolenjska) je romanska rotunda in kostnica, stoji nad manjšo cerkvico Sv. Petra, pod obema stavbama in cesto, ki povezuje kraja Mokronog in Trebelno, pa se nahaja pomembno arheološko najdišče, kjer najdemo ruševino gradu Gorenji Mokronog (Obernassenfuß), prav tu pa so bila pred leti izvedena tudi arheološka izkopavanja, ki so pokazala, da je kraj obstajal oz. bil naseljen že v rimskem času. Rotunda (okrogla kapela s kupolo) sv. Mihaela je postavljena v strm breg, njen spodnji del pa je na eni strani vkopan v strmo pobočje hriba, ki se dviguje nad lokalno cesto Mokronog - Trebelno.  
Po celotni zasnovi je stavba izrazito romanska, vendar poševne ploskve na konzolah, močno posneti robovi reber in štiridelni sklepnik, kjer se stikajo, dokazujejo že bolj pozno romaniko (nakazovanje gotike), kar lahko približno datira stavbo v sredino 13. stoletja. Je verjetno izdelek iste delavnice, ki je postavila cerkev v Svibnem (oz. njen prezbiterij), zato se vključuje v »laško skupino« slovenske poznoromanske arhitekture, ki je potemtakem segla zelo daleč na Dolenjsko (t. i. »štajerska« laško svibenska skupina).

## Slogovne značilnosti
Polkrožna apsida rotunde je obrnjena proti jugovzhodu, sega do tal, vendar je precej nižja od celotne stavbe. Zidana je iz večjih in manjših kosov kamna sivega apnenca, ki se urejajo v plasteh. Oboki, podboji vrat, okenski okviri, rebra in konzole so narejeni iz lehnjaka. Podzidka in podstrešnega venca nima. Obe stožčasti strehi sta bili nekoč kriti s skodlami, danes pa ju prekrivajo močno potemneli nekoč rdeči strešniki na eni strani polkrožne oblike.
Spodnji prostor hrani kosti in ima eno samo odprtino, zaščiteno z železnimi palicami, obrnjeno proti cerkvi ter ni dostopen. Ostenje te odprtine je zloženo iz žaganih blokov lehnjaka z živimi robovi, vrh pa oblikujeta dva kvadra, ki se stikata pravokotno.
Zgornji prostor, nekdanja kapela sv. Mihaela, je rotunda z nekoliko vzdolžno apsido, in je dostopen, vhod pa je danes sicer zaščiten z železno ograjo in se nahaja naravnost v osi apside. Notranji premer rotunde znaša 4,15 m, premer zidov pa je celih 80 cm. Zadnikar sklepa, da je imel vhod pod plitvim razbremenilnim lokom ravno preklado. Prostor rotunde pokriva obokana sferična kupola, zložena iz kosov lehnjaka, zalitih z malto v koncentričnih krogih, oporo pa ji dajejo križno potekajoča rebra, ki jim je apsidalna os hkrati simetrala. Na vrhu je moč opaziti štiridelni križni člen enakega prereza, ki ni poudarjen kot sklepnik. Ta rebra niso vzidana v kupolo in se le-ta nanje le naslanja. Rebra začenjajo močne kockaste konzole, ki imajo odrezano prednjo stran v smeri poševno navzdol. Rotunda ima še po eno značilno romansko okence na južni in severni strani, ki ima polkrožni vrh in svetlobni okvir s posnetimi robovi, globoko vrezano v steno stavbe.
Apsida se odpira s polkrožnim lokom iz lehnjaka iz rotunde, vendar nima reber.